# Prostoj karandaš
Prostoj karandaš (Простой карандаш) è un film del 2019 diretto da Natal'ja Vadimovna Nazarova.

## Trama
La bella e coraggiosa Antonina arriva in un paese di provincia, trova lavoro come insegnante d'arte e scopre che un bullo del posto e suo fratello tengono nella paura l'intera città. Gli abitanti della città si rassegnarono, ma Antonina no.